# Salinas de Hoz
Salinas de Hoz (en aragonés Salinas d'Oz) es una localidad española perteneciente al municipio de Hoz y Costeán, en el Somontano de Barbastro, provincia de Huesca, Aragón.

## Etimología
Su nombre se debe a la explotación de los abundantes manantiales salinos que brotan en los alrededores lo que dio nombre a la población.

## Geografía humana

### Demografía
| Gráfica de evolución demográfica de Salinas de Hoz entre 1842 y 1960 |
| |
| Población de derecho según los censos de población del INE Población de hecho según los censos de población del INEEntre el censo de 1970 y el anterior, este municipio desaparece porque se integra en el municipio 22121 (Hoz de Barbastro) |

## Patrimonio
Al igual que en otras localidades de pie de sierra, donde predomina la composición rocosa de los suelos, las construcciones fueron levantadas utilizando preferentemente el mampuesto.
Las calles, estrechas y empinadas, conducen a la iglesia parroquial de Santa María Magdalena, una bonita muestra del barroco rural del siglo XVIII.
Las salinas estuvieron en funcionamiento desde la Edad Media hasta el año 1707, en que fueron expropiadas e inutilizadas por Felipe V, dentro de su política de estanco de la sal, impuesta en Aragón tras su victoria en la guerra de sucesión. Al desaparecer el estanco, se solicitó una concesión minera, llamada La Rica, sobre el yacimiento. Contaba con 89 eras, y se mantuvo activa hasta la década de 1960. Están situadas a 1 km al E del pueblo, y actualmente están abandonadas, pero se conservan parte de los edificios en ruinas y la traza de las eras.

## Festividades
Las fiestas se celebran en honor de San Marcos, en torno al 25 de abril.